# Zhang Wanqiong
Zhang Wanqiong (张宛琼S; 21 gennaio 1994) è una sollevatrice cinese.

## Palmarès
- Mondiali

Aşgabat 2018: bronzo nei 55 kg.
Pattaya 2019: argento nei 55 kg.
- Giochi asiatici

Incheon 2014: bronzo nei 53 kg.
- Campionati asiatici

Tashkent 2016: argento nei 53 kg.